# Kald mig bare Aksel
Kald mig bare Aksel er en dansk spillefilm fra 2002, der er instrueret af Pia Bovin efter manuskript af Bo hr. Hansen.

## Handling
Aksel vil være muslim. Han er en 11-årig, pæredansk dreng, som bor alene med sin mor og storesøster. Faderen drikker og glemmer sine aftaler med ham, og knægten er i stedet begyndt at se op til kvarterets seje indvandrerdrenge med guldkæder og fede biler. Sammen med de jævnaldrende piger, Fatima og Annika, bruger Aksel sin efterårsferie på at forberede et melodi grandprix i fritidsklubben og på at finde ud af, hvordan han rent faktisk bliver muslim.

## Medvirkende
- Adam Gilbert Jespersen - Aksel
- Nour Abou El-Foul - Fatima
- Nadia Bøggild - Annika
- Sarah Boberg - Susanne, Aksels mor
- Jesper Lohmann - Richard, Aksels far
- Petrine Agger - Charlotte, Annikas mor
- Henrik Noél Olesen - Per, Annikas far
- Sara Bovin - Mia, Aksels søster
- Abdel Mahmoud - Ali, Fatimas bror
- Imad Abou El-Foul - Jamal, Fatimas far
- Zeinab Chour - Leila, Fatimas mor
- Raid Sabbah - Imamen
- Murad Mahmoud - Accem
- Nadim Mahmoud - Mustafa
- Petrine Agger - Charlotte
- Knud Pehrson - Varmemester
- Saad Baqer - Onkel
- Alma Khader El-Foul - Leilas søster
- Joumana Maarouf - Leilas svigerinde
- Mo Rabin - Leilas svoger
- Fatima Abou El-Foul - Fatimas kusine
- Adam Khader - Fatimas fætter
- Frank Thiel - Pædagog, Lars
- Iben Kellermann - Pædagog, Kirsten
- Nizar El-Foul - Assistent i shawarmabar
- Pele Yildiz - Butiksindehaver
- Toto Hamade - Jury
- Daniel Romeo Baltzer - Jury
- Mohammed Mechlawi - Jury
- Ronnie Bjørstrup - Jury
- Morten Christiansen - Jury
- Mahmoud Katamato - Jury
- Hassan Abou El-Foul - Mia og Alis ven #1
- Jonas Khader - Mia og Alis ven #2
- Harris Siddiqi - Mia og Alis ven #3
- Jesper Olsen - Mia og Alis ven #4
- Nasser Lootah - Mia og Alis ven #5
- Ahmed El-Foul - Mia og Alis ven #6
- Christina Düsterdich - Mia og Alis ven #7
- Daniel Christiansen - Mia og Alis ven #8
- Anders Krumphardt - Mia og Alis ven #9
- Signe Taarnberg - Mia og Alis ven #10